# Torreblanca

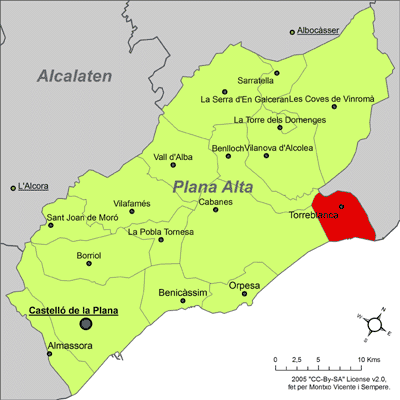
Położenie gminy na mapie comarki Plana Alta.

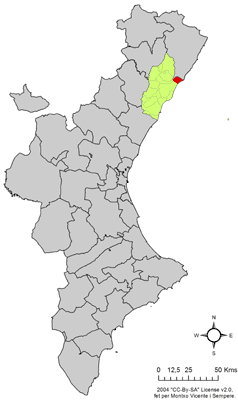
Położenie gminy na mapie Walencji.

Torreblanca – gmina w Hiszpanii, we wspólnocie autonomicznej Walencja, w prowincji Castellón, w comarce Plana Alta.
Powierzchnia gminy wynosi 29,8 km². Zgodnie z danymi INE, w 2005 roku liczba ludności wynosiła 5656, a gęstość zaludnienia 189,8 osoby/km². Wysokość bezwzględna gminy równa jest 31 metrów. Współrzędne geograficzne gminy to 40°13'14"N, 0°11'43"E. Kod pocztowy do gminy to 12596.
Obecnym burmistrzem gminy jest Manuel Agut Escoi z PSPV-PSOE. Pod koniec sierpnia w gminie odbywają się regionalne fiesty.

## Demografia
| 1990  | 1992  | 1994  | 1996  | 1998  | 2000  | 2002  | 2004  | 2005  |
| ----- | ----- | ----- | ----- | ----- | ----- | ----- | ----- | ----- |
| 4.633 | 4.626 | 4.653 | 4.583 | 4.590 | 4.614 | 5.050 | 5.430 | 5.656 |